# Samuel G. Engel
Pour les articles homonymes, voir Engel.
Ne pas confondre avec le savant suisse Samuel Engel (1702-1784).

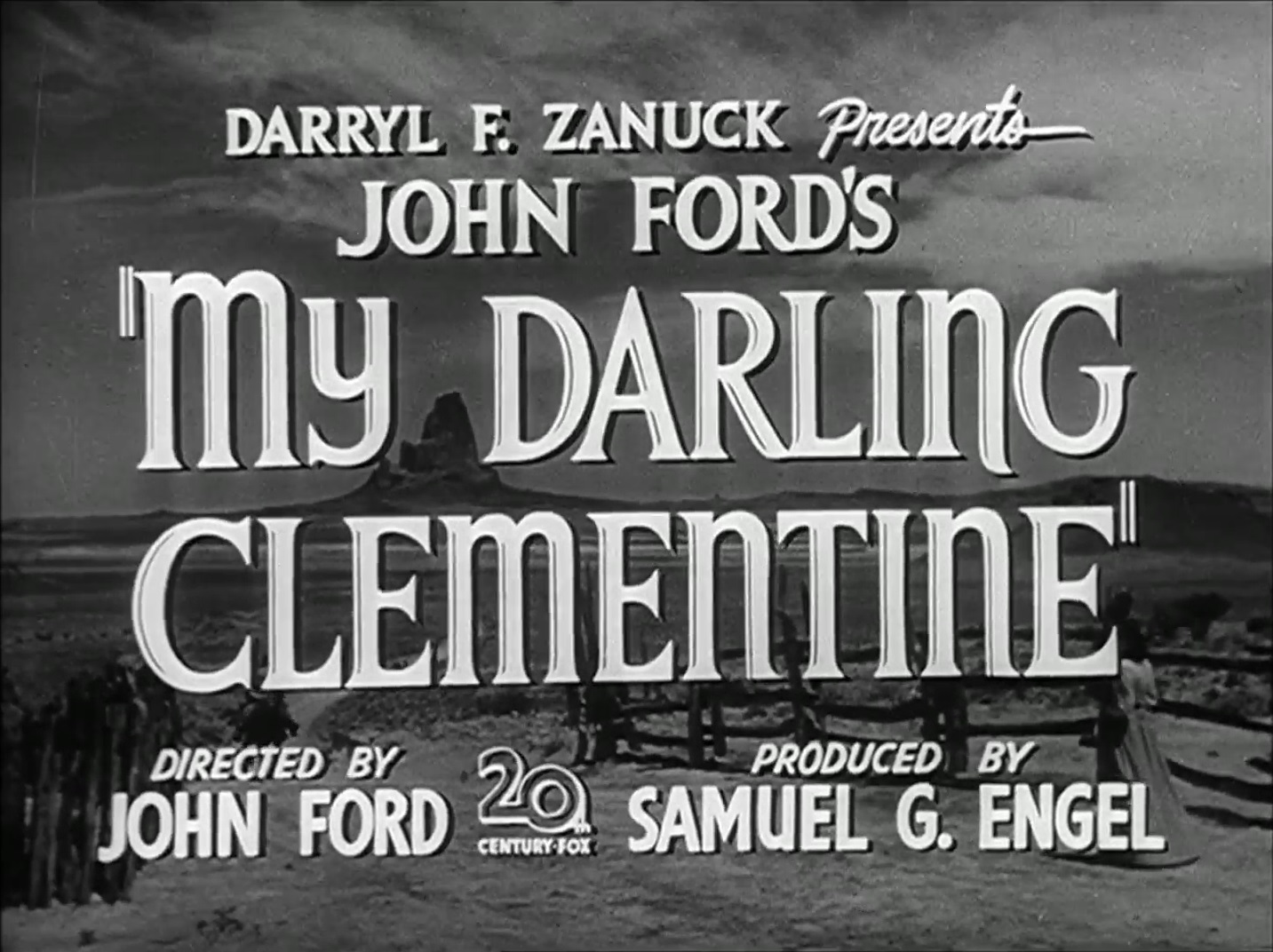
La Poursuite infernale (1946, bande-annonce).

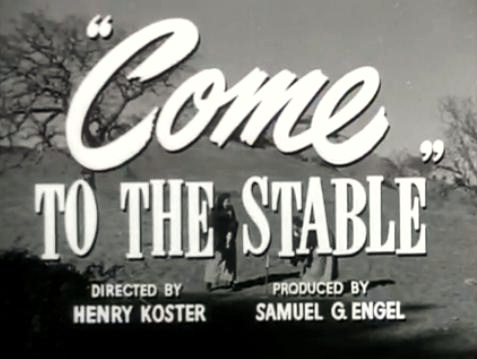
Les Sœurs casse-cou (1949, bande-annonce).

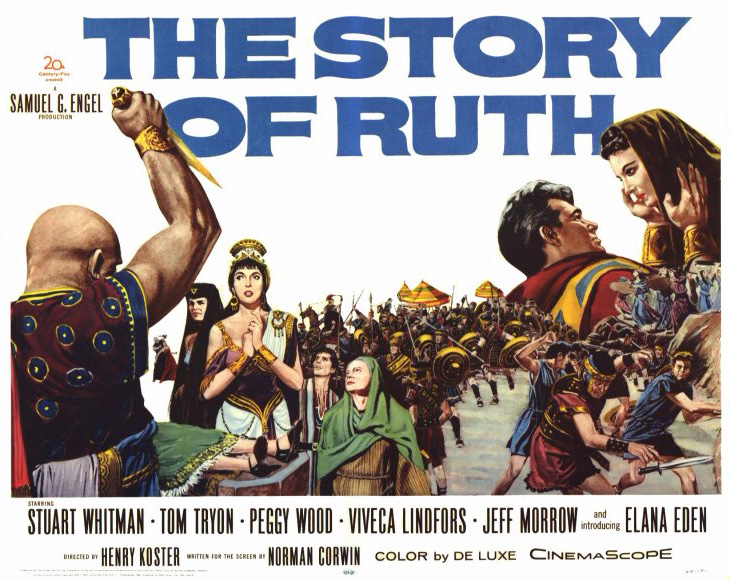
L'Histoire de Ruth (1960, poster).

Samuel Gamliel Engel né le 29 décembre 1904 à Woodridge (État de New York), mort le 7 avril 1984 à Santa Cruz (Californie), est un producteur et scénariste américain, généralement crédité Samuel G. Engel.

## Biographie
Entré dans l'industrie du cinéma en 1933 comme assistant-réalisateur, son premier film comme producteur est Sous le masque de Malcolm St. Clair (1936, avec Peter Lorre et Brian Donlevy), au sein de la 20th Century Fox où il fera tout le reste de sa carrière.
Parmi les vingt-six autres films américains qu'il produit, citons les westerns La Poursuite infernale de John Ford (1946, avec Henry Fonda et Linda Darnell) et L'Attaque de la malle-poste d'Henry Hathaway (1951, avec Tyrone Power et Susan Hayward), la comédie musicale Papa longues jambes de Jean Negulesco (1955, avec Fred Astaire et Leslie Caron) et le péplum L'Histoire de Ruth d'Henry Koster (1960, avec Elana Eden et Stuart Whitman).
S'y ajoutent deux films britanniques, C'était son homme de Monty Banks (1938, avec Gracie Fields et Victor McLaglen) et Les Forbans de la nuit de Jules Dassin (1950, avec Richard Widmark et Gene Tierney).
Son dernier film comme producteur est Le Lion de Jack Cardiff (avec William Holden et Trevor Howard), sorti en 1962.
Par ailleurs, Samuel G. Engel contribue au scénario de dix-neuf films américains sortis entre 1934 et 1951, dont La Poursuite infernale précité.
De 1955 à 1958, il est le président de la Producers Guild of America.

## Filmographie partielle

### Producteur
(films américains, sauf mention contraire)
- 1936 : Sous le masque (Crack-Up) de Malcolm St. Clair
- 1937 : Amour d'espionne (Lancer Spy) de Gregory Ratoff
- 1938 : L'Île des angoisses (Gateway) d'Alfred L. Werker
- 1938 : C'était son homme (We're Going to Be Rich) de Monty Banks (film britannique)
- 1946 : La Poursuite infernale (My Darling Clementine) de John Ford (+ scénariste)
- 1948 : La Dernière Rafale (The Street with No Name) de William Keighley (+ scénariste)
- 1948 : Deep Waters d'Henry King
- 1948 : Bonne à tout faire (Sitting Pretty) de Walter Lang
- 1949 : Monsieur Belvédère au collège (Mr. Belvedere Goes to College) d'Elliott Nugent
- 1949 : Les Sœurs casse-cou (Come to the Stable) d'Henry Koster
- 1950 : Les Forbans de la nuit (Night and the City) de Jules Dassin (film britannique)
- 1950 : Gare au percepteur (The Jackpot) de Walter Lang
- 1951 : L'Attaque de la malle-poste (Rawhide) d'Henry Hathaway
- 1951 : À l'assaut de la gloire (Follow the sun) de Sidney Lanfield
- 1951 : Les Hommes-grenouilles (The Frogmen) de Lloyd Bacon (+ scénariste)
- 1952 : Something for the Birds de Robert Wise
- 1952 : Duel dans la forêt (Red Skies of Montana) de Joseph M. Newman
- 1952 : Six filles cherchent un mari (Belles on Their Toes) d'Henry Levin
- 1952 : La Dernière Flèche (Pony Soldier) de Joseph M. Newman
- 1953 : Taxi de Gregory Ratoff
- 1955 : Bonjour Miss Dove (Good Morning Miss Dove) d'Henry Koster
- 1955 : Papa longues jambes (Daddy Long Legs) de Jean Negulesco
- 1955 : Au service des hommes (A Man Called Peter) d'Henry Koster
- 1957 : Ombres sous la mer (Boy on a Dolphin) de Jean Negulesco
- 1957 : Bernardine d'Henry Levin
- 1960 : L'Histoire de Ruth (The Story of Ruth) d'Henry Koster
- 1962 : Le Lion (The Lion) de Jack Cardiff

### Scénariste
- 1934 : The Big Shakedown de John Francis Dillon (histoire originale)
- 1936 : Ching-Ching (Stowaway) de William A. Seiter (histoire originale)
- 1936 : Le Chant des cloches (Sins of Man) d'Otto Brower et Gregory Ratoff
- 1940 : Viva Cisco Kid de Norman Foster
- 1940 : Johnny Apollo d'Henry Hathaway (histoire originale)
- 1941 : Le Roméo errant (Ride on Vaquero) d'Herbert I. Leeds
- 1942 : Young America de Louis King
- 1947 : Capitaine de Castille (Captain from Castile) d'Henry King